# Gennadi Sergejewitsch Kasanski
Gennadi Sergejewitsch Kasanski (russisch Геннадий Сергеевич Казанский; * 18.jul. / 1. Dezember 1910greg. in Woronesch, Russisches Kaiserreich; † 14. September 1983 in Leningrad) war ein sowjetischer Filmregisseur.

## Leben
Gennadi Kasanski erlangte 1930 den Abschluss am Leningrader Institut für Kunstgeschichte und war danach Assistent an der Hochschule für darstellende Kunst. Ab 1931 arbeitete er im Auftrag des Lenfilmstudios als Regieassistent für Sergei Gerassimow und Grigori Roschal. 1937 drehte Kasanski zusammen mit Maxim Abramowitsch Ruf sein Debütwerk, die von Lenfilm produzierte Komödie Тайга золотая (Taiga soltaja). Auf diese folgten noch einige Dokumentationen und Filmessays. Während des Deutsch-Sowjetischen Krieges war er zunächst in Alma-Ata für Kasach- und Mosfilm tätig, konnte aber 1944 an seine ehemalige Wirkungsstätte zurückkehren. Mit Ausnahme eines kurzen Engagements für das Filmstudio in Aşgabat zwischen 1946 und 1947 verblieb Kasanski dort bis zum Ende seiner Laufbahn im Jahr 1979.
Nach diversen Projekten, bei denen Kasanski als Regisseur des zweiten Stabes fungierte, und der Co-Regie einer Bühnenaufzeichnung von Alexander  Ostrowskis Ein heißes Herz (1953), drehte er zusammen mit Roschal die musikalische Filmbiografie Rimski-Korsakow (1953) über den gleichnamigen Komponisten. In Kooperation mit Nikolai Akimow entstand 1955 ein weiteres verfilmtes Bühnenwerk, Дело (Delo) nach dem Drama Die Akte. 1957 kam  Kasanskis erstes eigenes Werk, der Kinderfilm Der Zauberer aus der Flasche, in die Kinos und entwickelte sich zu einem großen Erfolg. Ein weiteres vielbeachtetes Projekt unter seiner Beteiligung war Der Amphibienmensch (1961). Auch mit Die Schneekönigin (1967) erreichte er ein internationales Publikum. In Zusammenarbeit mit Igor Wladimirowitsch Usow entstand 1975 das fürs Fernsehen gedrehte populäre Neujahrsmärchen Новогодние приключения Маши и Вити (Nowogodnije prikljutschenija Maschi i Witi). Die Literaturvorlage sowie das Skript lieferte Pawel Konstantinowitsch Finn.
Obwohl sich Kasanskis bekannteste Werke an ein junges Publikum richten, bediente er auch die Genres des Sozialdramas (И снова утро, I snowa utro, 1960), des  Revolutionsfilms (Угол падения, Ugol padenija, 1970) und des faktenbasierten Kriegsfilms (Ижорский батальон, Ischorski batalon, 1972). Für Ugol padenija und Ischorski batalon beteiligte er sich auch jeweils am Drehbuch. Seine 14. und letzte Regiearbeit war Инженер Графтио (Inschener Graftio, 1979), eine Biografie über Genrich Graftio.
Kasanski war seit 1964 Mitglied der KPdSU. Am 28. März 1974 wurde ihm der Titel Verdienter Kunstschaffender der RSFSR verliehen. Er starb 72-jährig in Leningrad und wurde auf dem Bogoslowskoje-Friedhof beigesetzt.

## Filmografie (Auswahl)
- 1944: Um 6 Uhr abends nach Kriegsende (W tschest tschasow wetschera posle woiny) – als Regisseur des zweiten Stabes
- 1949: Entschleierte Geheimnisse (Akademik Iwan Pawlow) – als Regisseur des zweiten Stabes
- 1950: Melodie des Lebens (Mussorgski) – als Regisseur des zweiten Stabes
- 1953: Rimski-Korsakow – Co-Regie mit Grigori Roschal
- 1957: Der Zauberer aus der Flasche (Starik Chottabytsch)
- 1961: Und wieder wird es morgen (I snowa utro)
- 1962: Der Amphibienmensch (Tschelowek-Amfibija) – Co-Regie mit Wladimir Tschebotarjow
- 1967: Die Schneekönigin (Sneschnaja korolewa)
- 1976: Der unbekannte Nachfolger (Nesnakomy naslednik) – Co-Regie mit Olew Iwanowitsch Daschkewitsch